# Јелисеј (пророк)
Јелисеј је био старозаветни пророк. Живео је у 9. веку п. н. е. 
У Библији се спомиње да, када је Бог хтео да „узме к Себи“ престарелог пророка Илију, открио овоме, да му је за наследника у пророчкој служби одредио Јелисеја, сина Сафатова, од племена Рувимова, из града Авелмаула. Илија је рекао Јелисеју вољу Божију и огрнуо га својим огртачем и измолио од Бога двогубу пророчку благодат за њега. Јелисеј је одмах оставио свој дом и родбину и пошао за Илијом. А када је, како пише у Старом завету, Бог узео Илију на огњеним колима, Јелисеј је остао да продужи пророчку службу са још већом силом од Илије. Према хришћанском веровању, по чистоти и ревности био је раван највећим пророцима, а по чудесној сили, која му је дата од Бога, превазилазио их је све. У хришћанској традицији помиње се да је призвао две медведице да растргну четрдесет двоје мале деце која су му се ругала(2.Цар.2,23), раздвојио воду у Јордану, горку воду у Јерихону учинио питком; пустио воду у ископане ровове за време рата с Моавићанима; умножио уље у лонцима бедне удовице; Соманићанки васкрсао умрлог сина; са двадесет хлепчића нахранио сто људи; исцелио од болести војводу Немана; пустио болест на слугу свога Гиезија због среброљубља; ослепио целу једну војску сиријску, а другу, опет, натерао у бекство, ; предсказао многе догађаје, како народу, тако и појединцима. Преминуо је у дубокој старости.
Српска православна црква слави га 14. јуна по црквеном, а 27. јуна по грегоријанском календару.